# Jørgen Skjelvik
Jørgen Skjelvik (Bærum, 5 luglio 1991) è un calciatore norvegese, difensore o centrocampista dello Stabæk.

## Biografia
Skjelvik proviene da Hosle, un distretto della città di Bærum. Crebbe tifoso dello Stabæk e andò ad assistere a molte partite allo stadio della squadra.

## Carriera

### Club

#### Stabæk
Debuttò ufficialmente nella prima squadra dello Stabæk il 2 luglio 2008, quando sostituì Jon Inge Høiland nel 5-0 inflitto al Manglerud Star, in un match valido per l'edizione stagionale della Coppa di Norvegia. Dovette invece attendere il 16 maggio 2009 per disputare il primo incontro nell'Eliteserien: entrò infatti in campo in luogo di Fredrik Berglund nella vittoria per 4-1 sul Sandefjord. Il 21 luglio dello stesso anno, esordì nella Champions League 2009-2010, seppure nei turni preliminari: giocò infatti nella vittoria per 4-0 sul Tirana. Nell'Eliteserien 2010 ebbe maggiore spazio, totalizzando 22 apparizioni (tra campionato e coppe), con 2 reti.

#### Helsingborg
Il 2 agosto 2011 passò in prestito agli svedesi dell'Helsingborg, fino al termine della stagione in corso. Esordì nella Allsvenskan il 14 agosto, sostituendo Álvaro Santos nel successo per 1-3 sul campo del Trelleborg, segnando una rete. A fine stagione, vinse campionato e coppa nazionale.

#### Kalmar
Il 22 novembre 2011 fu reso noto il suo passaggio, a titolo definitivo, dallo Stabæk al Kalmar, a partire dal 1º gennaio successivo.

#### Rosenborg
Il 17 luglio 2013 firmò un contratto della durata di quattro anni e mezzo con il Rosenborg e scelse la maglia numero 16. Il 25 novembre 2017 è stato reso noto che non avrebbe rinnovato il suo contratto, in scadenza alla fine dell'anno.

#### Los Angeles Galaxy
Il 14 dicembre 2017, gli statunitensi dei Los Angeles Galaxy – franchigia della Major League Soccer – hanno reso noto l'ingaggio di Skjelvik, che si è legato al nuovo club con un contratto valido a partire dal 1º gennaio 2018.

#### Odense
Il 31 gennaio 2020 viene ceduto in prestito all'Odense.

### Nazionale
Skjelvik debuttò nella Norvegia under 21 l'8 febbraio 2011, quando subentrò a Flamur Kastrati nel pareggio per 1-1 sul campo del Portogallo under 21. Il 7 maggio 2013, fu incluso nella lista provvisoria consegnata all'UEFA dal commissario tecnico Tor Ole Skullerud in vista del campionato europeo Under-21 2013. Il 22 maggio, il suo nome fu però escluso dai 23 calciatori scelti per la manifestazione.

## Statistiche

### Presenze e reti nei club
Statistiche aggiornate al 2 gennaio 2018.
| Stagione         | Club             | Campionato       | Campionato | Campionato | Coppe nazionali | Coppe nazionali | Coppe nazionali | Coppe continentali | Coppe continentali | Coppe continentali | Supercoppe | Supercoppe | Supercoppe | Totale | Totale |
| Stagione         | Club             | Comp             | Pres       | Reti       | Comp            | Pres            | Reti            | Comp               | Pres               | Reti               | Comp       | Pres       | Reti       | Pres   | Reti   |
| ---------------- | ---------------- | ---------------- | ---------- | ---------- | --------------- | --------------- | --------------- | ------------------ | ------------------ | ------------------ | ---------- | ---------- | ---------- | ------ | ------ |
| 2008             | Stabæk           | ES               | 0          | 0          | CN              | 1               | 0               | -                  | -                  | -                  | -          | -          | -          | 1      | 0      |
| 2009             | Stabæk           | ES               | 4          | 0          | CN              | 4               | 1               | UCL+UEL            | 1+0                | 0                  | SN         | 0          | 0          | 9      | 1      |
| 2010             | Stabæk           | ES               | 18         | 0          | CN              | 3               | 1               | UEL                | 2                  | 1                  | -          | -          | -          | 23     | 2      |
| gen.-ago. 2011   | Stabæk           | ES               | 7          | 0          | CN              | 3               | 1               | -                  | -                  | -                  | -          | -          | -          | 10     | 1      |
| Totale Stabæk    | Totale Stabæk    | Totale Stabæk    | 29         | 0          |                 | 11              | 3               |                    | 3                  | 1                  |            | 0          | 0          | 43     | 4      |
| ago.-dic. 2011   | Helsingborg      | A                | 2          | 1          | SC              | 2               | 0               | UEL                | 1                  | 0                  | SS         | -          | -          | 5      | 1      |
| 2012             | Kalmar           | A                | 29         | 1          | SC              | 4               | 0               | UEL                | 5                  | 0                  | -          | -          | -          | 38     | 1      |
| gen.-lug. 2013   | Kalmar           | A                | 1          | 0          | SC              | -               | -               | -                  | -                  | -                  | -          | -          | -          | 1      | 0      |
| Totale Kalmar    | Totale Kalmar    | Totale Kalmar    | 30         | 1          |                 | 4               | 0               |                    | 5                  | 0                  |            | -          | -          | 39     | 1      |
| lug.-dic. 2013   | Rosenborg        | ES               | 8          | 0          | CN              | 2               | 0               | UEL                | 0                  | 0                  | -          | -          | -          | 10     | 0      |
| 2014             | Rosenborg        | ES               | 28         | 2          | CN              | 2               | 0               | UEL                | 5                  | 0                  | -          | -          | -          | 35     | 2      |
| 2015             | Rosenborg        | ES               | 25         | 2          | CN              | 7               | 0               | UEL                | 13                 | 0                  | -          | -          | -          | 45     | 2      |
| 2016             | Rosenborg        | ES               | 26         | 0          | CN              | 6               | 1               | UCL+UEL            | 4+2                | 1+0                | -          | -          | -          | 38     | 2      |
| 2017             | Rosenborg        | ES               | 21         | 0          | CN              | 3               | 0               | UCL+UEL            | 4+7                | 0                  | SN         | 0          | 0          | 35     | 0      |
| Totale Rosenborg | Totale Rosenborg | Totale Rosenborg | 108        | 4          |                 | 20              | 1               |                    | 35                 | 1                  |            | -          | -          | 163    | 6      |
| 2018             | L.A. Galaxy      | MLS              | 0          | 0          | USOC            | 0               | 0               | -                  | -                  | -                  | -          | -          | -          | 0      | 0      |
| Totale           | Totale           | Totale           | 169        | 6          |                 | 37              | 4               |                    | 44                 | 2                  |            | 0          | 0          | 250    | 12     |

### Cronologia presenze e reti in nazionale
| Cronologia completa delle presenze e delle reti in nazionale ― Norvegia | Cronologia completa delle presenze e delle reti in nazionale ― Norvegia | Cronologia completa delle presenze e delle reti in nazionale ― Norvegia | Cronologia completa delle presenze e delle reti in nazionale ― Norvegia | Cronologia completa delle presenze e delle reti in nazionale ― Norvegia | Cronologia completa delle presenze e delle reti in nazionale ― Norvegia | Cronologia completa delle presenze e delle reti in nazionale ― Norvegia | Cronologia completa delle presenze e delle reti in nazionale ― Norvegia |
| Data                                                                    | Città                                                                   | In casa                                                                 | Risultato                                                               | Ospiti                                                                  | Competizione                                                            | Reti                                                                    | Note                                                                    |
| ----------------------------------------------------------------------- | ----------------------------------------------------------------------- | ----------------------------------------------------------------------- | ----------------------------------------------------------------------- | ----------------------------------------------------------------------- | ----------------------------------------------------------------------- | ----------------------------------------------------------------------- | ----------------------------------------------------------------------- |
| 15-11-2013                                                              | Herning                                                                 | Danimarca                                                               | 2 – 1                                                                   | Norvegia                                                                | Amichevole                                                              | -                                                                       |                                                                         |
| 15-1-2014                                                               | Abu Dhabi                                                               | Moldavia                                                                | 1 – 2                                                                   | Norvegia                                                                | Amichevole                                                              | -                                                                       |                                                                         |
| 31-8-2016                                                               | Oslo                                                                    | Norvegia                                                                | 0 – 1                                                                   | Bielorussia                                                             | Amichevole                                                              | -                                                                       |                                                                         |
| 26-3-2017                                                               | Belfast                                                                 | Irlanda del Nord                                                        | 2 – 0                                                                   | Norvegia                                                                | Qual. Mondiali 2018                                                     | -                                                                       |                                                                         |
| 1-9-2017                                                                | Oslo                                                                    | Norvegia                                                                | 2 – 0                                                                   | Azerbaigian                                                             | Qual. Mondiali 2018                                                     | -                                                                       |                                                                         |
| 4-9-2017                                                                | Stoccarda                                                               | Germania                                                                | 6 – 0                                                                   | Norvegia                                                                | Qual. Mondiali 2018                                                     | -                                                                       |                                                                         |
| 14-11-2017                                                              | Trnava                                                                  | Slovacchia                                                              | 1 – 0                                                                   | Norvegia                                                                | Amichevole                                                              | -                                                                       |                                                                         |
| 18-11-2020                                                              | Vienna                                                                  | Austria                                                                 | 1 – 1                                                                   | Norvegia                                                                | UEFA Nations League 2020-2021 - 1º turno                                | -                                                                       |                                                                         |
| Totale                                                                  |                                                                         | Presenze                                                                | 8                                                                       |                                                                         | Reti                                                                    | 0                                                                       |                                                                         |

## Palmarès

### Club

#### Competizioni nazionali
- Campionato svedese: 1

Helsingborg: 2011
- Svenska Cupen: 1

Helsingborg: 2011
- Campionato norvegese: 3

Rosenborg: 2015, 2016, 2017
- Coppa di Norvegia: 2

Rosenborg: 2015, 2016